# ナウルの鉄道
ナウルの鉄道は、かつてナウル共和国にて島の内陸部から島の西海岸にあるカンチレバー桟橋まで、石灰のリン酸塩を運搬するために利用されていた鉄道である。

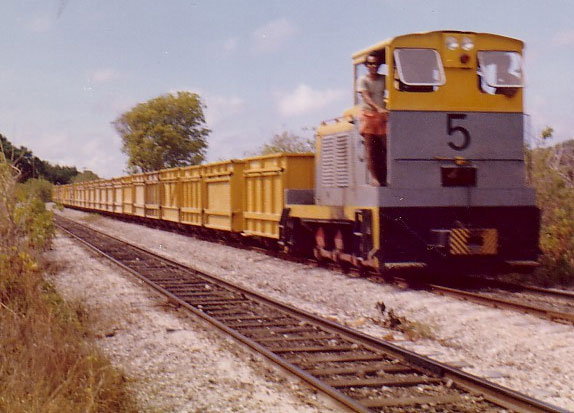
ナウルのリン鉱石列車。

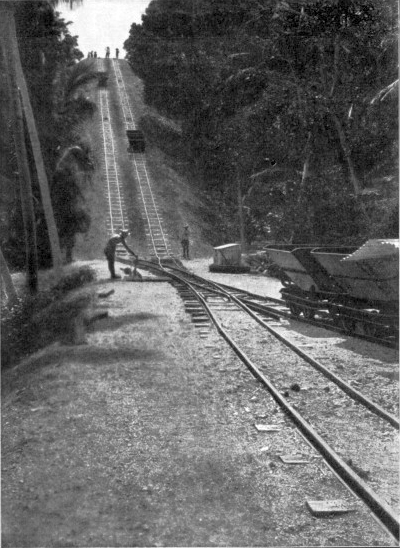
1908年のリン鉱石鉄道。

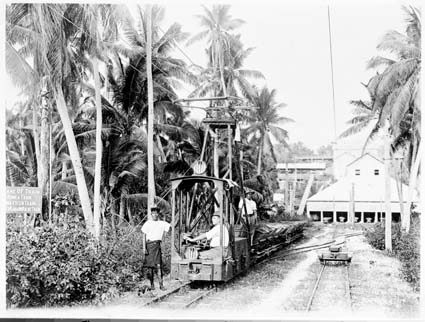
1917年のナウルの鉄道。

この目的のために、1907年にパシフィック・フォスフェイト・カンパニー (Pacific Phosphate Company) によって延長3.9キロメートル、2フィート・600ミリ軌間のナローゲージ鉄道が敷設された。
路線はアイウォ地区 (Aiwo)、ブアダ地区 (Buada)、デニゴムドゥ地区 (Denigomodu)、ニボク地区 (Nibok)、ウアボエ地区 (Uaboe) およびアニバレ地区 (Anibare) を通過している。

## 歴史

鉄道を示すナウルの地図（黒の点線）

1912年にアイウォ桟橋の鉄道が電化されたが、貯蔵庫と桟橋埠頭の間がベルトコンベアーへと取り替えられた。
1920年にブリティッシュ・フォスフェイト・コミッション (British Phosphate Commission) によって3フィート軌間のナローゲージに改軌された。
過去には列車の動力源として蒸気機関が使用されていたが、今日ではディーゼルエンジンが使用されており、時々トラクターが使用されることがある。
ナウルのリン酸塩の鉱床がほぼ枯渇したため、鉄道の将来は不確定である。
2008年現在、まだ列車は運行されていた。
ナウルの切手では、1980年からのシリーズ（イベール no. 211-213）と1985年からの別の一つ（イベール no. 306、スコット no. 308）に含まれているナウルのリン鉱石列車が特徴となっている。
ナウルの記念郵便切手にはナウルの列車が描かれている。